# 제페르송 가브리에우 나시멘투 브리투
제페르송 가브리에우 나시멘투 브리투(포르투갈어: Jefferson Gabriel Brito Nascimento, 1999년 1월 4일~)는 브라질의 축구 선수이다.